# La dama del gosset
La dama del gosset (en rus: Дама с собачкой) és un conte creat per Anton Txékhov, publicat per primera vegada el desembre de 1899. Narra la relació amorosa i adúltera entre un banquer rus i una dama que coneix a Ialta (Crimea). La història està dividida en quatre parts: la primera descriu la trobada inicial a Ialta, la segona relata la consumació de l'afer amorós, la tercera parla del retorn del banquer a Moscou i la seva visita al poble de la dona i, finalment, la quarta descriu la visita de la dona a Moscou.

## Argument
Dmitri Gúrov és un banquer de Moscou, casat i pare de tres fills. Essent infeliç en el seu matrimoni, Gúrov comença a enganyar repetidament la seva esposa, considerant a més les dones com de raça inferior.
De vacances a Ialta, Gúrov observa una dona que passeja amb el seu gosset al costat del mar i intenta seduir-la. S'assabenta així que la dona, Anna Serguéievna, també es troba de vacances, allunyada del seu espòs. Comença un afer entre tots dos: van plegats a tot arreu, en particular, al municipi d'Oreanda. Finalment, cadascun parteix a la seva llar.
De retorn a la seva vida diària, Gúrov espera oblidar aviat Anna, però s'adona que no pot fer-ho. Així, aprofitant un viatge de negocis a Sant Petersburg, decideix visitar el poble d'Anna i retrobar-se amb ella. Una vegada allí, demana indicacions de la llar de la jove al porter de l'hotel on s'allotja. Intenta anar a buscar-la, però la impressió que ella ja ho hauria oblidat el fa desistir. Torna a l'hotel i pren una llarga migdiada.
A la tarda, Gúrov recorda que al poble anaven a fer una funció de teatre. Decideix anar-hi, amb l'esperança de veure Anna i el seu espòs, la qual cosa finalment ocorre. Aprofitant que l'espòs d'Anna s'havia allunyat per fumar un cigar, Gúrov s'hi confronta i ella fuig d'ell, però després li confessa que no ha deixat de pensar-hi; li prega que marxi sota la promesa que el visitarà a Moscou.
Per fer el viatge, Anna explica al seu espòs que marxarà per veure un metge, excusa que ell creu a mitges. Mentrestant, Gúrov s'adona que, per primera vegada a la seva vida, s'ha enamiorat i reflexiona com continuar. La història acaba amb ell i Anna junts, fent plans per al seu futur.

## Publicació
L'obra va ser escrita a la ciutat de Ialta, on Txékhov residia a instàncies del consell del seu metge a causa de la seva avançada tuberculosi. Va ser publicada per primera vegada el desembre de l'any 1899 a la revista Pensament Rus (Rússkaya Mysl) sota el subtítol "Relat" (Rasskaz). Des de llavors ha estat inclosa en diferents col·leccions i és considerada una de les obres més conegudes de Txékhov.

## Adaptacions
La pel·lícula russa de 1960 dirigida per Josef Heifitz i protagonitzada per Alekséi Batálov i Iya Sávvina. Fou premiada al Festival Internacional de Cinema de Canes.
Una altra pel·lícula filmada el 1987, Ulls negres (rus: Очи чёрные, Otxi Txernie), dirigida per Nikita Mikhalkov.